# 악야
"악야"는 한국에서 제작된 신상옥 감독의 1952년 영화이다. 황남 등이 주연으로 출연하였고 신상옥 등이 제작에 참여하였다.
1952년 7월 15일 개봉된 영화로, 신상옥(申相玉) 프로덕션이 제작했으며, 원작에 김광주(金光洲), 감독에 신상옥(申相玉), 출연에는 황남(黃男)·문정숙(文貞淑) 등이다. 이 영화에서 신상옥은 감독에, 문정숙은 배우로 각기 데뷔했다.

## 출연

### 주연
- 황남
- 김웅
- 문정숙
- 이민자

## 기타
- 원작자: 김광주
- 조명: 함완섭
- 녹음: 이경순